# Dipturus wuhanlingi
Dipturus wuhanlingi  (лат.) — вид хрящевых рыб семейства ромбовых скатов отряда скатообразных. Обитают в субропических водах северо-западной и центрально-западной части Тихого океана. Встречаются на глубине свыше 200 м. Их крупные, уплощённые грудные плавники образуют диск в виде ромба с заострённым рылом. Максимальная зарегистрированная длина 78,4 см. Не являются объектом коммерческого промысла.

## Таксономия
Впервые вид был научно описан в 2008 году. Голотип представляет собой неполовозрелого самца длиной 66,8 см. Паратип: неполовозрелая самка длиной 78,4 см. Вид известен всего по двум особям, найденным на рыбном рыбке, назван в честь Хан-Лин Ву из Шанхайского института рыбного хозяйства за его вклад в ихтиологию Китая.

## Ареал
Эти бенто-пелагические скаты обитают у берегов Китая и Тайваня. Встречаются на глубине свыше 200 м.

## Описание
Широкие и плоские грудные плавники этих скатов образуют ромбический диск с треугольным вытянутым рылом и закруглёнными краями. На вентральной стороне диска расположены 5 жаберных щелей, ноздри и рот. На длинном хвосте имеются латеральные складки. У этих скатов 2 редуцированных спинных плавника и редуцированный хвостовой плавник.
Длина рыла от кончика до глаз равна 20—21 % длины тела, ростральный стержень прямой, широкий и толстый. Имеются лопаточные шипы и 3—4 шипа в затылочной области. В люмбарной области пролегает ряд срединных шипов. Хвост тонкий, немного приплюснутый, его длина равна 43—45 % длины тела. Его покрывает ряд колючек. На верхней челюсти 32—36 зубных рядов. Грудных плавники состоят из 92 лучей. Максимальная зарегистрированная длина 78,4 см.

## Взаимодействие с человеком
Не представляют коммерческой ценности. Попадаются в качестве прилова в донные тралы. Данных для оценки Международным союзом охраны природы охранного статуса вида  недостаточно.